# Боргс, Маргрет
Маргрет Боргс (в замужестве — Мунд; нем. Margret Borgs (Mund); 17 февраля 1909, Эммерих-ам-Райн, Пруссия — 4 мая 1993, Вена) — немецкая прыгунья в воду. Участница летних Олимпийских игр 1928 года.

## Биография
Маргрет Боргс родилась 17 февраля 1909 года в немецком городе Эммерих-ам-Райн.
Выступала в соревнованиях по прыжкам в воду за «Посейдон» из Дюссельдорфа.
В 1928 году вошла в состав сборной Германии на летних Олимпийских играх в Амстердаме. В прыжках с 1- и 3-метрового трамплинов заняла 5-е место, набрав 67,42 балла и уступив 11,20 балла выигравшей золото Хелен Мини из США. В прыжках с 5- и 10-метровой вышек заняла последнее, 9-е место в полуфинальной группе, набрав 23,60 балла и уступив 4,40 балла попавшей в финал с 3-го места Грете Оннеле из Финляндии.
Выйдя замуж, во время Второй мировой войны вместе с семьёй эмигрировала в Чили, однако часто посещала Германию, так как её муж Артур Мунд был членом клубов плавания в Кёльне и Дюссельдорфе.
Умерла 4 мая 1993 года в Вене.

## Семья
Муж — Артур Мунд (1899—?), немецкий прыгун в воду. Участвовал в летних Олимпийских играх 1928 года, чемпион Европы 1926 года.
Сын — Гюнтер Мунд (1934—2011), чилийский прыгун в воду. Участвовал в летних Олимпийских играх 1948 и 1956 годов.
Дочь — Лило Мунд (род. 1939), чилийская прыгунья в воду. Участвовала в летних Олимпийских играх 1956 годов.